# Antonio Maria Cadolini
Antonio Maria Cadolini (ur. 10 lipca 1771 w Ankonie, zm. 1 sierpnia 1851 tamże) – włoski duchowny katolicki, kardynał, biskup Ankony-Numany.

## Życiorys
W listopadzie 1792 wstąpił do zakonu Barnabitów. Święcenia kapłańskie przyjął 19 kwietnia 1794. 19 kwietnia 1822 został wybrany biskupem Ceseny. Sakrę przyjął 21 kwietnia 1822 w Rzymie z rąk kardynała Francesco Castiglioniego. 12 lutego 1838 objął biskupstwo Ankony-Numany, na którym pozostał już do śmierci. 19 czerwca 1843 Grzegorz XVI wyniósł go do godności kardynalskiej z tytułem prezbitera San Clemente. Wziął udział w konklawe wybierającym Piusa IX.